# Evert ten Napel
Evert ten Napel (Klazienaveen, 24 maart 1944) is een Nederlandse voormalig sportverslaggever en voormalig sportcommentator bij de NOS en ESPN.

## Carrière
Na het voltooien van zijn HBS-A-opleiding kwam Ten Napel in 1966 in dienst van de bakkerij van zijn vader. Zijn journalistieke carrière begon in 1970, toen hij leerlingjournalist werd bij de Drents-Groningse Pers, bij de stads-, streek- en sportredactie.
In 1978 verzorgde Ten Napel het commentaar bij de finale van het WK voetbal in Argentinië voor de radio, samen met Eddy Poelmann. In 1982 kwam hij in dienst van NOS Studio Sport. Een van zijn grote wapenfeiten is het verslag voor televisie van de EK-halve finale West-Duitsland - Nederland (1-2) op dinsdag 21 juni 1988, die werd gespeeld in het Volksparkstadion in Hamburg. Bij de winnende goal van Marco van Basten riep hij uit: "Het Volksparkstadion is van Oranje!" Deze zin gebruikte hij later als titel voor zijn autobiografie.
In 1996 versloeg Ten Napel de finale van het EK in Engeland.

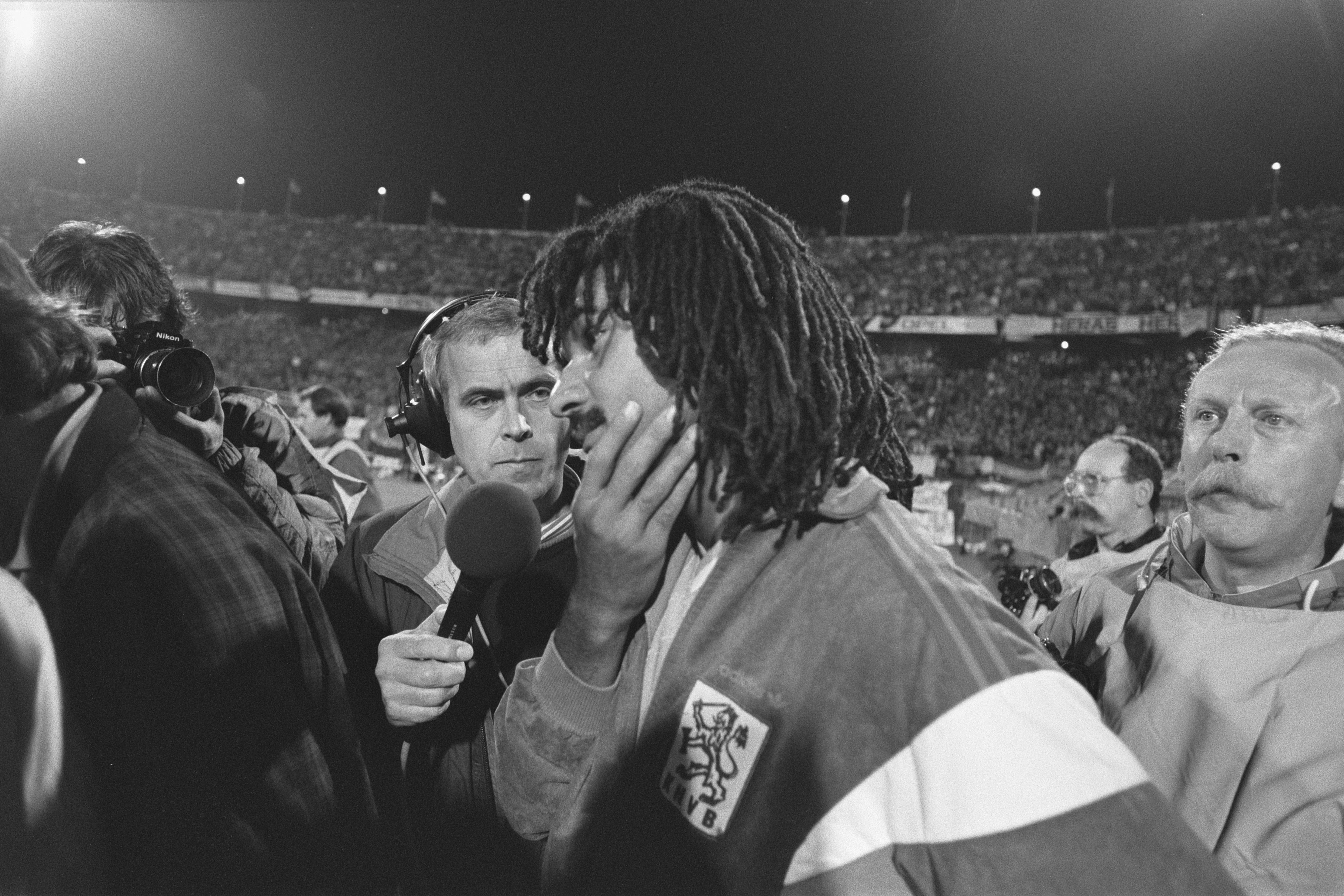
Ten Napel interviewt Ruud Gullit (1987).

Naar eigen zeggen is Ten Napel een "commentator van het volk" en wars van stereotiepe uitdrukkingen. Zelf heeft hij een woord als "fopduik" (vertaling van het Duitse "Schwalbe") aan het idioom toegevoegd. Ook is hij bekend van uitdrukkingen als: 'Schiet maar jongen!! Ja!! Natuurlijk', 'een gevaarlijke afglijder', 'wat scheelt het!!', 'die dekselse Messi', 'Honolulu-game' 'op de deklat!' en 'goeie genade'. Evert is ook allerminst vies van uitdrukkingen als 'hij is een tovenaar in het doel', 'een grote teleurstelling voor de man met de beruchte hanenkam!' en 'achtentachtig allemachtig prachtig!' Zijn 'oubollige' taalgebruik kwam hem op kritiek te staan in Jan Kuitenbrouwers boek Oubotaal en deed ook een ludieke actie Evert ten Napel op de brandstapel ontstaan.
Ten Napel is een commentator van de oude stempel, die bijvoorbeeld nog een "ouderwetse" lipmicrofoon gebruikt.
Samen met Youri Mulder verzorgde Ten Napel het commentaar bij het computerspel FIFA Football, sinds de editie FIFA Football 2005 tot en met editie FIFA 19. Vanaf FIFA 20 namen Sierd de Vos en Jeroen Grueter het Nederlandstalige commentaar voor het spel op zich. Op 29 maart 2009 werd bekend dat Ten Napel zou ophouden als commentator. Hij zou nog wel op oproepbasis voor de NOS beschikbaar blijven, waardoor zijn stem niet helemaal van Radio 1 of de televisie verdwijnt. Op 17 juni 2010 deed Ten Napel voor de laatste keer live verslag, bij de wedstrijd Griekenland tegen Nigeria tijdens de groepsfase van het Wereldkampioenschap voetbal 2010 in Zuid-Afrika. Hierna deed hij nog een jaar lang verslag van Eredivisieduels op radio en tv voor de NOS. Hij zou stoppen, maar vanaf het seizoen 2012/2013 ging Ten Napel aan de slag bij Eredivisie Live, later omgedoopt tot Fox Sports Eredivisie, weer later tot ESPN (Nederland).
In 2018 werd aan Ten Napel de Jean Nelissen Award toegekend voor zijn staat van dienst. Op 7 augustus 2021 becommentarieerde hij voor de laatste keer een wedstrijd: de strijd om de Johan Cruijff Schaal tussen Ajax en PSV (0-4). Een aantal dagen erna werd bekend dat ten Napel het sportweekend zou gaan becommentariëren bij Goeiedag Haandrikman! van Bert Haandrikman op NPO Radio 5.
Op 80-jarige leeftijd geeft hij in 2025 toch weer (na 15 jaar) even commentaar bij het schansspringen in Garmisch-Partenkirchen, nu uitgezonden door Talpa.

## Privéleven
Ten Napel trouwde en kreeg drie kinderen: twee zonen (waarvan een op de leeftijd van anderhalf jaar aan wiegendood overleed) en een dochter. Dochter Carrie ten Napel is ook werkzaam in de sportverslaggeving, en verder bekend als televisiepresentatrice. Samen met haar presenteerde Ten Napel het sportprogramma Sparren voor TV Gelderland.

## Trivia
- In zijn geboorteplaats Klazienaveen bevindt zich een Evert ten Napelflat en een Evert ten Napelstraat. Deze zijn echter niet naar hem zelf genoemd, maar naar zijn grootvader die zich tijdens de Tweede Wereldoorlog verdienstelijk heeft gemaakt in het verzet.
- Ook is Ten Napel jaren 25 jaar de commentator geweest van het traditionele Nieuwjaarsspringen vanuit Garmisch-Partenkirchen. Hij maakte in deze rol onverwacht zijn comeback op Nieuwjaarsdag 2025 toen de publieke omroep plotseling besloot te stoppen met het uitzenden van het skispringen in Garmisch-Partenkirchen en SBS6 onmiddellijk deze taak overnam.
- Tijdens de treinkaping bij Wijster las Ten Napel op 4 december 1975 vanuit het crisiscentrum in Beilen een deel van een brief van de kapers voor op Hilversum 3. De brief was via bemiddelaar Zeth Pessireron bij het crisiscentrum terechtgekomen. De kapers hadden geëist dat deze brief in de landelijke media zou worden gepubliceerd.[6][7]
- In 2018 gaf hij het commentaar bij de Curling Quiz die door Frans Bauer werd gepresenteerd. Ook voor het televisieprogramma De IJzersterkste in 2019 verzorgde hij het commentaar.
- Ten Napel begon op 22-jarige leeftijd met handballen bij het derde team van Emmense handbalvereniging E&O. Zelf vond Ten Napel dat hij een slechte handbalspeler was, mede omdat hij pas op op relatief late leeftijd begon met de sport. Later, toen Ten Napel in de journalistiek zat, deed hij veelvuldig verslag van Nederlandse handbalwedstrijden.[8] De collega's van Studio Sport noemden hem soms gekscherend 'Evert en omstreken".